# Kevin Lejeune
Kevin Lejeune (Cambrai, 22 januari 1985) is een Franse voetballer (aanvaller) die sinds 2012 voor FC Metz uitkomt.

## Carrière
- 1998-2000: Toulouse Fontaines Club
- 2000-2006: AJ Auxerre (jeugd)
- 2006-2010 : AJ Auxerre
- 2010: FC Nantes
- 2010-2012 : FC Tours
- 2012- : FC Metz